# ルキウス・ホスティリウス・マンキヌス
ルキウス・ホスティリウス・マンキヌス（ラテン語: Lucius Cornelius Lentulus、生没年不詳）は紀元前2世紀中頃の共和政ローマの政治家・軍人。紀元前145年にコンスル（執政官）を務めた。

## 出自
マンキヌスはプレブス（平民）であるホスティリウス氏族の出身。この氏族は紀元前2世紀になって高位官職の人物を出すようになり、紀元前170年にアウルス・ホスティリウス・マンキヌスが氏族初の執政官となった。
カピトリヌスのファスティによれば、マンキヌスの父も祖父もプラエノーメン（第一名、個人名）ルキウスである。現代の研究者は、祖父ルキウスは第二次ポエニ戦争の紀元前217年、独裁官クィントゥス・ファビウス・マクシムスの下でアウクシリア（同盟軍）騎兵を指揮して戦い、カンパニアで戦死した人物と考えている。父ルキウスに関する記録はないが、紀元前170年の執政官アウルスは叔父と考えられる。

## 経歴
マンキヌスが歴史に登場するのは紀元前148年のことで、第三次ポエニ戦争2年目のこの年に、プラエトル（法務官）またはレガトゥスとしてローマ艦隊を率いた。カルタゴ遠征軍の総指揮官は執政官ルキウス・カルプルニウス・ピソ・カエソニヌスであった。ローマ軍は前年にカルタゴ攻略に失敗していたため、カエソニウスは他の都市を攻略することとし、アスピス（現ケリビア）を海上からはマンキヌスが封鎖し、陸上はカエソニウスが包囲したが、結局攻略はできず包囲を解くこととなった。
翌紀元前147年初め、カエソニヌスは内陸部で活動していたが、マンキヌスはカルタゴを海上から攻撃し、要塞の一部の占領に成功した。ローマ兵が雄叫びを上げるとマンキヌスも歓喜した。兵士たちは殆ど武器も持たずに船を降りて城壁に突進したが、これはぬか喜びであった。すぐにカルタゴ軍の反撃を受け、隷下の兵3,500（うち3,000は武器を持っていなかった）が降伏した。捕虜となったローマ兵は翌日に殺されるところであったが、その直前に新たに執政官となったプブリウス･コルネリウス・スキピオ・アエミリアヌスの艦隊が接近してくるのが見えた。カルタゴ軍は直ちに退却した。このスキピオ・アエミリアヌスが率いてきた軍船も合わせ、マンキヌスはカルタゴを海上から封鎖していた。夏になって、50隻の三段櫂船を主力とするカルタゴ艦隊が、この封鎖を破るために出撃してきた。ローマ艦隊は大きな損害を被ったものの、カルタゴ艦隊は港に戻った。その後、スキピオ・アエミリアヌスはマンキヌスに代えてセクストゥス・アティリウス・セッラヌスを艦隊の司令官に任じた。
同年、マンキヌスはローマに戻った。ここで彼は戦争の英雄として大きな人気を得た。彼自身もこの評判を楽しみ、進んで彼の戦闘経験を語った。マンキヌスはフォルム・ロマヌムにカルタゴの絵を飾り、彼自身がどのようにしてカルタゴに侵攻したかを好奇心の強い人々に語った。これで人気を得たマンキヌスは、紀元前145年の執政官に選出された。同僚のパトリキ（貴族）執政官は、スキピオ・アエミリアヌスの実の兄弟であるクィントゥス・ファビウス・マクシムス・アエミリアヌスであった。
執政官として、マンキヌスはローマおよびイタリア本土を担当した。マンキヌスのその後に関しては不明である。

## 参考資料

### 古代の資料
- カピトリヌスのファスティ
- アッピアノス『ローマ史』

### 研究書
- Rodionov E. Punic wars. - SPb. : St. Petersburg State University, 2005 .-- 626 p. - ISBN 5-288-03650-0 .
- Trukhina N. Politics and Politics of the Golden Age of the Roman Republic. - M .: Publishing House of Moscow State University, 1986. - 184 p.
- Broughton R. Magistrates of the Roman Republic. - New York, 1951. - Vol. I. - P. 600.
- Münzer F. Hostilius // Paulys Realencyclopädie der classischen Altertumswissenschaft . - 1913. - Bd. VIII 2. - Kol. 2501.
- Münzer F. Hostilius 16ff // Paulys Realencyclopädie der classischen Altertumswissenschaft . - 1913. - Bd. VIII 2. - Kol. 2506-2507.
- Münzer F. Hostilius 19 // Paulys Realencyclopädie der classischen Altertumswissenschaft . - 1913. - Bd. VIII 2. - Kol. 2511-2512.
- Münzer F. Hostilius 20 // Paulys Realencyclopädie der classischen Altertumswissenschaft . - 1913. - Bd. VIII 2. - Kol. 2512.
- Nowaczyk, Bernard (2008). Kartagina 149-146 (in Polish). Warsaw: Bellona. ISBN 83-111-1270-3.